# Rajd Wisły 1975
25. Rajd Wisły – 25. edycja Rajdu Wisły. Był to rajd samochodowy rozgrywany od 12 do 14 września 1975 roku. Była to czwarta runda Rajdowych Samochodowych Mistrzostw Polski w roku 1975. Został rozegrany na nawierzchni asfaltowej i szutrowej. Zwycięzcą rajdu został Andrzej Jaroszewicz.

## Wyniki końcowe rajdu[1][2]
| Miejsce | Kierowca                 | Pilot                | Samochód                          | Punkty  | Czas       | Grupa Klasa         |
| ------- | ------------------------ | -------------------- | --------------------------------- | ------- | ---------- | ------------------- |
| 1       | Andrzej Jaroszewicz      | Ryszard Żyszkowski   | Fiat 124 Abarth Rallye            | 2579,80 | 0:42:59,80 | gr. III-IV kl. 9-13 |
| 2       | Błażej Krupa             | Piotr Mystkowski     | Renault 12 Gordini                | 2637,20 | 0:43:57,20 | 1. gr. II kl. 8     |
| 3       | Lelio Lattari            | Marek Szramowski     | Alfa Romeo 2000 GTV               | 2811,00 | 0:46:51,00 | 1. gr. II kl. 9-13  |
| 4       | Tadeusz Dębowski         | Krzysztof Szaykowski | Polski Fiat 125p                  | 2928,20 | 0:48:48,20 | 2. gr. II kl. 8     |
| 5       | Jerzy Landsberg          | Marek Muszyński      | Renault 5                         | 2946,40 | 0:49:06,40 | 1. gr. I kl. 7      |
| 6       | Janusz Książkiewicz      | Józef Ważny          | Polski Fiat 125p                  | 2959,40 | 0:49:19,40 | 3. gr. II kl. 8     |
| 7       | Jerzy Dobrzański         | Antoni Ryniak        | Polski Fiat 125p 1500             | 3011,80 | 0:50:11,80 | 4. gr. II kl. 8     |
| 8       | Dominik Mydlarski        | Richard Bisanz       | Polski Fiat 125p 1600 Monte Carlo | 3036,40 | 0:50:36,40 | 5. gr. II kl. 8     |
| 9       | Ryszard Plucha           | Ryszard Falkowski    | Polski Fiat 125p                  | 3050,80 | 0:50:50,80 | 6. gr. II kl. 8     |
| 10      | Jeremi Doria-Dernałowicz | Karol Łosiak         | Polski Fiat 125p 1500             | 3092,20 | 0:51:32,20 | 1. gr. I kl. 8      |